# سليد نوريس
سليد نوريس (بالإنجليزية: Slade Norris)‏ هو لاعب كرة قدم أمريكية أمريكي، ولد في 25 أكتوبر 1985 في بورتلاند في الولايات المتحدة.

## وصلات خارجية
- سليد نوريس على موقع مرجع كرة القدم المحترفة.كوم (الإنجليزية)